# Retrat de Pierre-Louis Laideguive
El Retrat de Pierre-Louis Laideguive és un pastel sobre paper acolorit i tela realitzat per Quentin de La Tour cap al 1761 que actualment forma part de la col·lecció permanent del Museu Nacional d'Art de Catalunya. Forma part del Llegat Cambó.

## Història
Aquesta obra va ingressar al MNAC provinent del llegat Cambó, un conjunt de pintura amb identitat pròpia que abraça la història de la pintura europea des del segle xiv fins a l'inici del segle xix. El de Francesc Cambó és un exemple de col·leccionisme programat que reflecteix alguna cosa més que el gust i la satisfacció personals, és un col·leccionisme que té la voluntat d'agrupar obres dels grans mestres per completar les sèries medievals del MNAC.
Són obres que marquen el pas del gòtic al Renaixement, que parlen de la perfecció de l'art de les diverses escoles del Quattrocento italià, de la sensualitat de la pintura dels grans mestres venecians del Cinquecento, de la sàtira moralitzadora deutora de la Reforma, de l'auge econòmic dels Països Baixos al segle xvii i de la grandesa del Segle d'Or espanyol, i que arriben a la plenitud del rococó, tant venecià com francès, per cloure el discurs artístic amb el geni renovador de Francisco de Goya.

## Descripció
El retrat amaga la singular manera de fer de De La Tour, metòdica i complexa, però invisible a ull nu. Només una anàlisi completa realitzada amb una combinació entre radiografia i llum rasant permet descobrir-ne l'anatomia: papers encolats sobre una tela, tensada al bastidor. L'originalitat radica en la forma i la disposició d'aquests papers. L'artista parteix d'un fragment central on dibuixa el rostre i, al voltant, n'afegeix d'altres a manera de composició centrífuga. Bisella els fragments per dissimular-ne les unions, els ajunta per treballar amb mides més grans a les del paper de l'època i els superposa per introduir correccions que l'ús de la tècnica del pastel dificulta.
Les anàlisis químiques demostren que, per a De La Tour, el color també és essencial. Insatisfet amb el paper blau tintat de fàbrica, aplica una preparació ocre per matisar-lo i tria el lluminós blau de Prússia per potenciar la sedosa indumentària del notari. Aquesta metodologia es repeteix en altres obres seves i, amb ella, l'artista aconsegueix equiparar el pastel a la pintura a l'oli, més prestigiada.